# Jicchak Lewi
Jicchak Lewi (hebr.: יצחק לוי, ang.: Yitzhak Levy, ur. 6 czerwca 1947 w Casablance) – izraelski rabin i polityk, w latach 1996–1998 minister transportu, w 1998 minister spraw religijnych, w latach 1998–1999 minister edukacji, w latach 1999–2000 minister budownictwa, w latach 1988–1999 i 2003–2009 poseł do Knesetu. Były przewodniczący Narodowej Partii Religijnej (Mafdal).

## Życiorys
Urodził się 6 czerwca 1947 roku w marokańskiej Casablance. Do Izraela emigrował w 1957. W szkole religijnej w Kefar Majmon prowadzonej przez organizację Bene Akiwa wykształcił się na rabina.
W wyborach parlamentarnych w 1988 po raz pierwszy dostał się do izraelskiego parlamentu z listy Narodowej Partii Religijnej. Reelekcji dokonywał w wyborach w 1992 i w 1996 roku. Między 1996 a 1999 pełnił funkcje ministerialne. Był przewodniczącym Narodowej Partii Religijnej. W wyborach w 1999 ponownie dostał się do Knesetu, jednak już 15 lipca zrezygnował – mandat objął po nim Nachum Langental. Powrócił do Knesetu w kolejnych wyborach, również w 2006 objął mandat ze wspólnej listy Unii Narodowej i Narodowej Partii Religijnej.
Syn Danijjela-Jicchaka Lewiego, posła z listy Mafdalu w latach 1965–1974.